# Abigail Bush
Abigail Norton Bush (c. 1810 - c. 1899) fue una abolicionista y activista de los derechos de la mujer en Rochester (Nueva York). Fue presidenta de la Convención de los derechos de la mujer de Rochester, que se celebró en 1848 inmediatamente después de la primera convención de derechos de la mujer, la Convención de Seneca Falls. De esta manera, Bush se convirtió en la primera mujer en presidir una reunión pública compuesta por hombres y mujeres en los Estados Unidos.

## Primeros años
Abigail Norton nació el 19 de marzo de 1810, asistió a la Primera Iglesia Presbiteriana ortodoxa en Rochester, Nueva York, y ayudó a su madre con obras de caridad. En 1831, se convirtió en una «perfeccionista de la Iglesia de Presbiteriana», tras las populares reuniones de reavivamiento evangélico con Charles Finney. Después de su conversión, asistió a la Segunda Iglesia Presbiteriana, conocida como la «Iglesia de los Ladrillos», y trabajó con la Sociedad de Caridad Femenina de Rochester, una organización que proporcionaba cuidados a los pobres y enfermos.

## Matrimonio y familia
Abigail Norton se casó con Henry Bush, hermano de Obadiah Bush (tatarabuelo del presidente George H.W. Bush) en 1833. Henry y su hermano eran fabricantes de estufas y abolicionistas radicales. En cinco años, el nombre de Abigail Bush no dejó de aparecer en asociación con las actividades de la «Iglesia de los Ladrillos». Durante los trece años siguientes, Bush dio a luz en seis ocasiones, y cuatro niños vivieron más allá de la infancia.
En una división entre los abolicionistas en 1840, Henry Bush eligió permanecer en la Sociedad Antiesclavista Estadounidense, la facción que aceptaba a las mujeres como miembros activos. Abigail Bush se hizo más simpatizante de la reforma radical y del come-outerismo, y se retiró en 1843 de la «Iglesia de los Ladrillos» para ser activa en la Sociedad Antiesclavista del Oeste de Nueva York. Bush era en ese momento la mujer ex-evangélica más prominente en los círculos radicales.

## Convención sobre los Derechos de la Mujer de Rochester, 1848

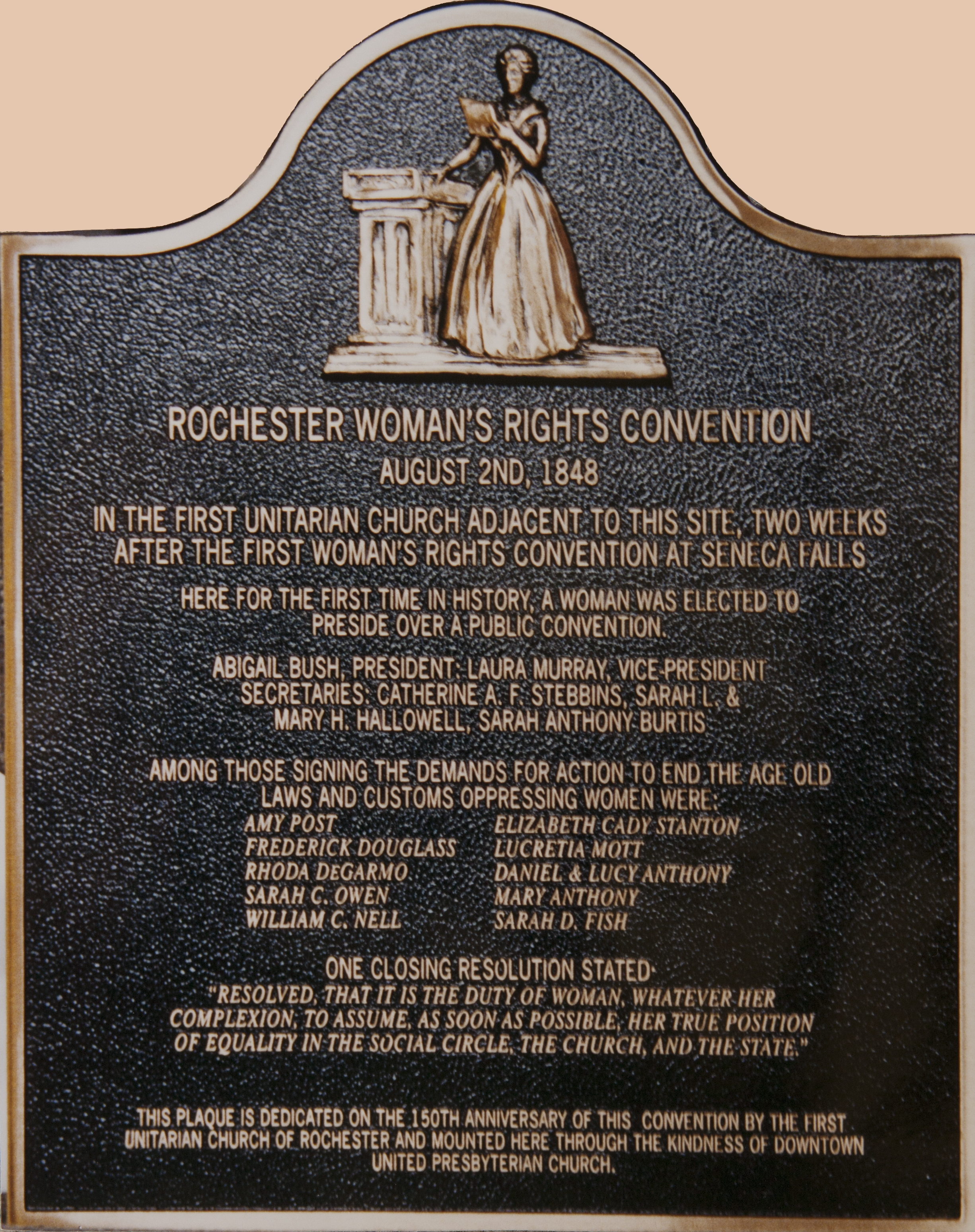
Placa conmemorativa de the Convención de Derechos de las Mujeres de Rochester de 1948.

Al final de la Convención de Seneca Falls en julio de 1848, los asistentes a la convención de Rochester (Bush no asistió) fueron movidos a celebrar una convención similar por su cuenta. Convencieron a Lucretia Mott para que se quedara en Nueva York el tiempo suficiente para ser la oradora principal de su convención, como lo había sido en Seneca Falls.
En Rochester, se eligió un Comité de Arreglos para organizar la convención, y se formó un pequeño comité de nominación dentro de él con el propósito de elegir a los oficiales de la convención. Amy Post, Rhoda DeGarmo y Sarah Fish se reunieron en la tarde del 1 de agosto de 1848 para seleccionar una lista de oficiales compuesta en su totalidad por mujeres, con Abigail Bush como presidenta.
En la mañana del 2 de agosto de 1848, en la Primera Iglesia Unitaria de Rochester, Amy Post llamó a la Convención de Derechos de las Mujeres de Rochester para ordenar y leer la lista de oficiales sugerida. La propuesta de que una mujer sea la presidenta de la convención encontró una oposición inmediata. Elizabeth Cady Stanton, Mary Ann M'Clintock y Lucretia Mott, estaban fuertemente en contra de la idea de una mujer presidenta, no queriendo que una mala actuación de las mujeres oficiales diera una mala imagen pública al nuevo movimiento por los derechos de la mujer. Habían estado entre los organizadores de la Convención de Séneca Falls, que había seguido la tradición de elegir a un hombre para presidir. Stanton preguntó cómo podía una mujer, sin conocimiento del procedimiento parlamentario y sin experiencia en la celebración de reuniones públicas, servir como presidenta. Stanton, Mott y M'Clintock «estuvieron a punto de dejar la Convención con este disgusto», cuando Post, Fish y DeGarmo las convencieron de que podía funcionar. Bush fue elegida después de una votación entre el público, convirtiéndose en la primera mujer en presidir una reunión pública compuesta por hombres y mujeres en los Estados Unidos.
Cuando Bush tomó su posición como presidenta, Mott y Stanton dejaron sus lugares de honor en la plataforma y se sentaron en la audiencia. Después de una oración de apertura por un ministro masculino, uno de los tres secretarios de la convención leyó las actas de la anterior Convención de Seneca Falls. Se escucharon gritos de «más fuerte, más fuerte» por parte de los miembros de la audiencia que no pudieron discernir las palabras débilmente sonadas del secretario. Bush subió a la plataforma y dijo: 

Amigos, nos presentamos aquí ante ustedes como una clase oprimida, con marcos temblorosos y lenguas vacilantes, y no esperamos poder hablar para ser escuchados por todos al principio, pero confiamos en que tendremos la simpatía de la audiencia, y que ustedes soportarán nuestra debilidad ahora en la infancia del movimiento. Nuestra confianza en la omnipotencia del derecho es nuestra única fe en que tendremos éxito.

Bush presidió las tres sesiones del único día de la convención. A última hora, levantó la sesión «con los corazones rebosantes de gratitud». Lucretia Mott se acercó a Bush y la abrazó calurosamente, agradeciéndole por presidir. Stanton se disculpó por su propia «conducta tonta» al dudar de la capacidad de Bush para tener éxito. A partir de ese momento, las mujeres siempre fueron elegidas presidentas de las convenciones de derechos de la mujer en los Estados Unidos.

## Últimos tiempos
A finales de diciembre de 1848, Bush fue miembro del comité de negocios de la Sociedad Antiesclavista del Oeste de Nueva York. Su contribución, y la de otras dos mujeres de Rochester, sirvió para cumplir el principio de la Sociedad de la participación social equitativa de las mujeres.
En 1849 o 1850, Henry Bush, cansado por años de pérdidas en los negocios, se dirigió al oeste para buscar su fortuna en la fiebre del oro de California, y a principios de la década de 1850, Abigail Bush se unió a él con sus hijos. Poco se sabe de su vida desde entonces.
En 1878, Bush envió una carta a la convención de la Asociación Nacional de Sufragio Femenino (NWSA) en Rochester, felicitando al movimiento de mujeres en el 30 aniversario de las convenciones de Seneca Falls y Rochester: «Díganle a su convención que mi corazón está con ellos en todas sus deliberaciones y consejos, y confío en que un gran bien a las mujeres vendrá de sus esfuerzos».
En 1898, la NWSA celebró el 50.º aniversario de las convenciones de Seneca Falls y Rochester, y honró el valor y la fuerza de Bush durante una sesión titulada «La noche de los pioneros». Tenía entonces 88 años y seguía viviendo en California; escribió a Susan B. Anthony con respecto a su papel en la convención de 1848 en Rochester para decir «No había podido reunirme en consejo en absoluto con los amigos, debido a la enfermedad de mi familia, hasta que los conocí en el salón mientras la congregación se reunía & luego cayó en manos de aquellos que me instaron a tomar parte con los partidarios de una mujer que servía como presidenta de la reunión. Tenían a James Mott, un hombre muy guapo, para presidir en Seneca Falls, pero su cabeza cayó en manos de mis viejas amigas Amy Post, Rhoda DeGarmo y Sarah Fish, quienes inmediatamente comenzaron a trabajar conmigo para probar que había llegado la hora de que una mujer pudiera presidir y me condujera a la iglesia. Amy propuso mi nombre como presidente. Fue aceptado de inmediato, y desde esa hora me pareció que estaba dotada como de arriba para servir a través de dos [sic] días de reuniones y tres sesiones por día».
Bush murió poco después de escribir esta carta, el 10 de diciembre de 1898.